# Prière funéraire

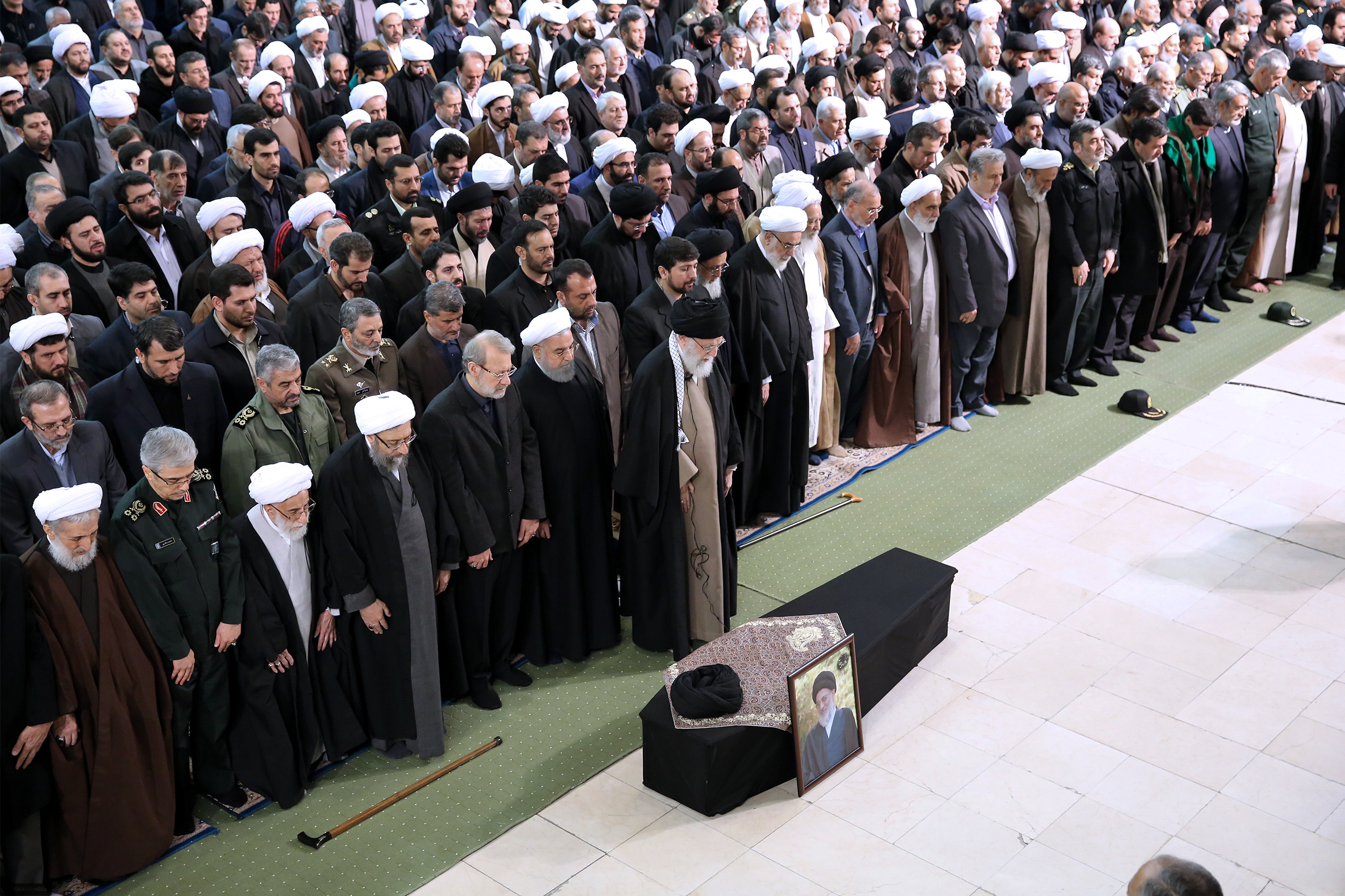
Ali Khamenei comme imam de la prière funéraire pour Mahmoud Hashemi Shahroudi à Téhéran, 26 décembre 2018.

La prière funéraire (arabe : صلاة الجنازة, Salat al-Janazah) est une prière obligatoire pour tout musulman avant  son enterrement. Cette prière est différente des prières classiques en islam.

## Les conditions
Il est obligatoire de prier sur le cadavre de tout Musulman. La Prière sur le mort doit être accomplie après qu'on a lavé, embaumé et enveloppé le corps du défunt. Si elle est faite pendant ou avant l'accomplissement de ces actes (même par oubli ou par méconnaissance de la règle), cela ne suffit pas. Lorsqu'on fait la Prière sur le mort, on doit être face à la Qibla. Il est obligatoire que le mort soit allongé sur le dos, de telle manière que sa tête soit en direction du côté droit de celui qui fait la Prière, et ses pieds en direction de son côté gauche. De plus, les ablutions rituelles (wudhu) sont obligatoires, comme pour la prière ordinaire.

## Forme de la prière funéraire
Elle contient 4 takbir dans l'islam sunniste et 5 takbir en islam chiite. Le takbir est le fait de dire : "Allah akbar" expression qui signifie "Dieu est grand" sous entendu Dieu est omniscient.
Elle ne comporte ni inclinaison ni prosternation.

### Éléments obligatoires sunnites
Elle commence  par le fait de faire la prière pour le mort lors du takbir(1er) ; c’est-à-dire que l’on dit : (Allâhou ‘akbar) et on fait l’intention dans le cœur, puis il faut réciter la sourate Al-Fatiha puis on dit : (Allâhou ‘akbar(2em), Allâhoumma Salli `ala Mouhammad). Après ça on doit répéter une autre takbir(3em), . Finalement, on doit demander à Dieu de pardonner le (la) défunt (e). Puis on fait un autre takbir : (Allâhou ‘akbar)(4em) et on salue à droite. C'est la fin de la prière.[réf. nécessaire]

### Éléments obligatoires chiites
Elle commence  par fait l’intention de faire la prière pour le mort lors du takbir puis on doit prononcer deux professions de foi ( ashhadu 'an lâ illâha illâ-l-lâh, wa-'ashhadu 'anna Muḥammadan rassûlu-l-lâh) (J'atteste qu'il n'y a de Dieu qu'Allah et que Mohammad est le Messager d'Allah). Après le deuxième takbir, on doit dire une  prière : "Allâhumma salli 'alâ Mohammadin wa Âlé Mohammad"(Ô Seigneur! Prie sur Mohammad et sa Famille). Après le troisième takbir, on doit demander à Dieu d'excuser tous les croyants et toutes les croyantes (Allâh-umma-ghfir lil-Mominîna wal-Mo'minât(Ô Seigneur ! Pardonne aux Croyants et aux Croyantes)). Après le quatrième takbir, on doit demander à Dieu d'excuser les fautes du musulman qui vient de décéder de cette façon: "Allâh-umma-aghfir li-hâthâ-l-a-Mayyet" (Ô Seigneur ! Pardonne à ce mort). Puis on doit prononcer le cinquième takbir et c'est la fin de la prière.[réf. nécessaire]